# N-Cyclohexylbenzothiazol-2-sulfenamid
N-Cyclohexylbenzothiazol-2-sulfenamid ist eine chemische Verbindung aus der Gruppe der Thiazole.

## Gewinnung und Darstellung
N-Cyclohexylbenzothiazol-2-sulfenamid kann durch Oxidation von 2-Mercaptobenzothiazol mit Cyclohexylamin oder anderen Aminen gewonnen werden.

## Eigenschaften
N-Cyclohexylbenzothiazol-2-sulfenamid ist ein brennbarer schwer entzündbarer hellgrauer Feststoff mit schwachem Geruch, der praktisch unlöslich in Wasser ist. Bei Temperaturen über 180 °C zersetzt sich die Verbindung.

## Verwendung
N-Cyclohexylbenzothiazol-2-sulfenamid wird als Vulkanisationsbeschleuniger (CBS) verwendet.